# Jimmy Montanero
Jimmy Montanero (Portoviejo, 24 augustus 1960) is een voormalig profvoetballer uit Ecuador, die speelde als verdediger gedurende zijn carrière. Zijn bijnaam luidde El Mormón.

## Clubcarrière
Montanero speelde zijn gehele carrière voor Barcelona SC uit Guayaquil. Met die club won hij zesmaal de Ecuadoraanse landstitel: 1985, 1987, 1989, 1991, 1995 en 1997.

## Interlandcarrière
Montanero speelde zestien interlands voor Ecuador. Hij maakte zijn debuut op 15 maart 1989 in de vriendschappelijke uitwedstrijd tegen Brazilië (1-0 nederlaag) in Cuiabá, net als Carlos Muñóz en Julio César Rosero. Montanero nam met Ecuador deel aan drie opeenvolgende edities van de strijd om de Copa América (1989, 1991 en 1993). Zijn zestiende en laatste interland speelde hij op 8 augustus 1993 in de WK-kwalificatiewedstrijd tegen Venezuela (5-0-overwinning) in Quito.

## Erelijst
Barcelona SC
- Campeonato Ecuatoriano

1985, 1987, 1989, 1991, 1995, 1997